# Music to Be Murdered By
Music to Be Murdered By (стилизовано как MUSIC TO BE MURDERƎD BY) — одиннадцатый студийный альбом американского рэпера Эминема, вышедший 17 января 2020 года и изданный на лейблах Aftermath, Interscope и Shady. Как и предыдущий альбом Маршалла, Kamikaze, Music to Be Murdered By также вышел без рекламной кампании. Пластинка была спродюсирована Dr. Dre, Эминемом и другими. В записи диска принимали участие Black Thought, Q-Tip, Juice WRLD, Эд Ширан, Young M.A, Скайлар Грей, Don Toliver, Андерсон Пак и Royce da 5'9". Вместе с альбомом Эминем также выпустил клип на песню «Darkness». 3 марта 2020 года Маршалл выпустил lyric-видео на трек «Godzilla». 9 марта 2020 года вышел видеоклип на песню «Godzilla».
18 декабря 2020 года Эминем выпустил делюкс версию альбома под названием Music to Be Murdered By: Side B без какого-либо предварительного объявления. Он включает 20 треков оригинального альбома и 16 новых, а также множество гостей в лице Скайлар Грей, DJ Premier, Ty Dolla $ ign, Dr. Dre, Sly Pyper, MAJ и White Gold. Вместе с делюкс версией, Маршалл представил клип «Gnat», посвященный проблеме коронавирусной инфекции и самоизоляции. 23 января 2021 года вышел видеоклип «Higher». 6 марта 2021 года вышло lyric-видео на песню «Tone Deaf», 6 мая 2021 года — lyric-видео на песню «Alfred’s Theme».

## Об альбоме
Альбом дебютировал под номером один в Billboard 200, продавшись количеством в 279 000 экземпляров за первую неделю. Впоследствии Эминем стал первым артистом, чьи альбомы десять раз подряд удостоились статуса номера один в США, и одним из шести артистов, выпустивших не менее десяти альбомов такого статуса в США. Музыкальные критики высоко оценили лирические способности Эминема и улучшенное продюсирование по сравнению с Kamikaze, в то время как критика была направлена на шаблонную структуру песен, отсутствие инноваций и упор на шокирующий фактор. Спустя неделю после выхода делюкс издания, Маршалл установил второй личный рекорд чарта Billboard 200 в 2020 году, обогнав рекорд Боба Дилана по подъёму альбома в чартах с 199 на 3 строчку. В конце концов, Music to Be Murdered By стал 9-м самым продаваемым альбомом (по чистым продажам) 2020 года в США с тиражом 287 000 копий.
Всего в мире продано  более 5 миллионов копий альбома Music to Be Murdered By Side A и Side В.
«Music to Be Murdered By - Side B» является первым за долгое время альбомом Эминема, включающим в себя гостевой куплет от друга, продюсера и наставника Маршалла, Dr. Dre. Хотя до этого Эминем и появлялся в сингле Dre, «I Need a Doctor» и альбоме «Compton», «Guns Blazing» является первой полноценной коллаборацией между двумя исполнителями для проекта конкретно Эминема с момента выхода альбома «Relapse». Также, альбом также возвращает некоторые фишки из более раннего творчества исполнителя: будто следуя тенденции, заданной предыдущим альбомом, который вновь использовал скиты с участием менеджера Эминема, Пола Розенберга, Side B прибегает к использованию юмористических скитов — таковым является «Key». Более того, трек «Discombobulated» открыто отсылает к работам с «Relapse», используя стиль, приближённый к тому, который присущ тамошнему материалу.
Мэр Манчестера Энди Бернхэм ответил Эминему, освещающему теракт в Манчестере в 2017 году, сказав: «Это излишне обидно и глубоко неуважительно по отношению к семьям и всем пострадавшим». Критика тематики альбома привела к тому, что Эминем ответил в открытом письме, сказав, что Music to Be Murdered By «не для брезгливых» и «предназначена для того, чтобы потрясти совесть».
21 февраля 2020 года Маршалл дал интервью KXNG Crooked, в котором заявил, что идея создания альбома возникла у него после совета Dr. Dre послушать альбом Альфреда Хичкока, который гармонично вписывался в концепцию хип-хоп альбома. 31 декабря 2020 года Эминем дал интервью Зейну Лоу на Apple Music, где рассказал, что выпустил альбом без рекламной кампании для того, чтобы «не повторить судьбу альбома „Revival“».

## Концепция и оформление альбома

### Music to Be Murdered By - Side A
Изначально, альбом был выпущен в двух разных обложках; на одной из них Эминем носит трильби и держит в руке лопату, на другой Эминем без головного убора стоит с топором и револьвером, приставленными к голове. В очередной раз указывая на возвращение своего альтер эго, на обеих обложках Эминем подписывается как Slim Shady. Название альбома и вариант обложки с топором и револьвером — прямая отсылка к пластинке кинорежиссёра Альфреда Хичкока «Alfred Hitchcock Presents Music To Be Murdered By». Более того, судя из слов самого исполнителя на интервью у KXNG Crooked и твита самого исполнителя в день выхода альбома, черпаться вдохновение у Хичкока могло не только в качестве основы для обложки. К примеру, открывающий трек альбома, «Premonition» (с англ. «Предчувствие»), использует в своей основе один из ключевых приёмов кинематографии Хичкока, саспенс, к чему отсылает как само название трека, так и текст, предвещающий нечто ужасное и готовящий слушателей к «музыке, которая вас убьет», чему способствует также и нарастающее напряжение читки Эминема. Оригинальная пластинка Хичкока была призвана продемонстрировать его специфическое чувство юмора, на почве чего, возможно, Маршалл чувствует некое родство с Альфредом, ведь он и сам в своих предыдущих работах нередко был склонен к тревожной, мрачной и жестокой лирике, которая, тем не менее, зачастую оставалась в рамках юмора. Вместе с этим, альбом использует голос самого Альфреда Хичкока в качестве повествовательных вставок, достигая своего пика в «Alfred - Outro». В общем-то, концепцией данного альбома Эминем, можно сказать, возводит в абсолют сквозную тему хип-хопа об «убийстве» битов, смешивая это со своим альтер эго, чьими основными мотивами часто и были убийства, при этом оставаясь верным концепции оригинала, на который он отсылается.

### Music to Be Murdered By - Side B
18 декабря 2020 года вышла делюкс версия альбома с двумя новыми обложками. На первой обложке, Эминем стоит с трильби и вороном на плече, отсылая тем самым к фильму «Птицы» Альфреда Хичкока. На второй, эксклюзивной обложке Эминем в трильби и револьвером смотрит куда-то через занавес. Обе обложки делюкс издания отличаются темной серой цветовой палитрой.

## Отзывы
| Совокупная оценка    | Совокупная оценка             |
| Источник             | Оценка                        |
| -------------------- | ----------------------------- |
| AnyDecentMusic?      | 5.8/10                        |
| Metacritic           | Side A: 64/100 Side B: 65/100 |
| Оценки критиков      |                               |
| Источник             | Оценка                        |
| AllMusic             | [ 31 ]                        |
| The Guardian         | [ 32 ] [ 33 ]                 |
| The Daily Telegraph  | ·                             |
| NME                  | [ 1 ]                         |
| The Independent      | [ 36 ]                        |
| Rolling Stone        | ·                             |
| Clash                | 7/10                          |
| The Painted Lines    | 8.5/10                        |
| Entertainment Weekly | (B)                           |
| Consequence of Sound | (B–)                          |
| HipHopDX             | 3.8/5 3.5/5                   |
| The Arts Desk        | [ 45 ]                        |
| musicOMH             | [ 46 ]                        |
| Роберт Кристгау      | A-                            |

Альбом получил в основном сдержанно-положительные отзывы от музыкальных критиков. Сайт-агрегатор Metacritic присвоил альбому 64 балла на основе 14 отзывов. Ещё один сайт-агрегатор AnyDecentMusic? присвоил пластинке 5,8 баллов из 10. Автор статьи для The Guardian Алексис Петридис рассматривал альбом как «более сильный», нежели Kamikaze, в то же время восхваляя читку Эминема как «варп-скорости и прекрасно сформулированную» с «постоянными изменениями темпа и акцента». Нил МакКормик из The Daily Telegraph дал альбому пять звезд и описал его как «настолько убийственно блестящий, что это должно быть преступлением».
Песня «Darkness», рассказывающая о стрельбе в Лас-Вегасе в 2017 году и рассказанная с точки зрения стрелка Стивена Пэддока, чередующегося с собственным Эминемом, получила особое внимание и признание.

## Список композиций
| №   | Название                                                             | Продюсер(ы)           | Длительность |
| --- | -------------------------------------------------------------------- | --------------------- | ------------ |
| 1.  | «Premonition» (интро)                                                | Эминем, Dr. Dre       | 2:54         |
| 2.  | «Unaccommodating» (при уч. Young M.A)                                | Эминем                | 3:37         |
| 3.  | «You Gon' Learn» (при уч. Royce da 5'9" и White Gold)                | Эминем                | 3:55         |
| 4.  | «Alfred (interlude)»                                                 | Dr. Dre               | 0:30         |
| 5.  | «Those Kinda Nights» (при уч. Эда Ширана)                            | Эминем                | 2:58         |
| 6.  | «In Too Deep»                                                        | Эминем                | 3:15         |
| 7.  | «Godzilla» (при уч. Juice WRLD)                                      | Эминем                | 3:31         |
| 8.  | «Darkness»                                                           | Эминем, Royce da 5'9" | 5:37         |
| 9.  | «Leaving Heaven» (при уч. Скайлар Грей)                              | Эминем, Скайлар Грей  | 4:26         |
| 10. | «Yah Yah» (при уч. Royce da 5'9", Q-Tip, Black Thought и Mr. Porter) | Mr. Porter            | 4:47         |
| 11. | «Stepdad» (интро)                                                    | Dr. Dre               | 0:15         |
| 12. | «Stepdad»                                                            | Эминем                | 3:33         |
| 13. | «Marsh»                                                              | Эминем                | 3:21         |
| 14. | «Never Love Again»                                                   | Dr. Dre               | 2:58         |
| 15. | «Little Engine»                                                      | Dr. Dre               | 2:57         |
| 16. | «Lock It Up» (при уч. Андерсона Пака)                                | Dr. Dre               | 2:50         |
| 17. | «Farewell»                                                           | Эминем                | 4:08         |
| 18. | «No Regrets» (при уч. Don Toliver)                                   | Эминем                | 3:20         |
| 19. | «I Will» (при уч. Royce da 5'9", KXNG Croked и Джоэла Ортиса)        | Эминем                | 5:03         |
| 20. | «Alfred» (аутро)                                                     | Dr. Dre               | 0:39         |

| №                   | Название                                         | Автор(ы) | Продюсер(ы)                                                | Длительность |
| ------------------- | ------------------------------------------------ | --- | ---------------------------------------------------------- | ------------ |
| 1.                  | «Alfred» (Intro)                                 | Mathers Resto Alexander | Эминем                                                     | 0:17         |
| 2.                  | «Black Magic» (совместно с Скайлар Грей)         | Mathers Hafermann Taylor Resto Jayson DeZuzio | Skylar Grey Jayson DeZuzio Эминем [b]                      | 2:54         |
| 3.                  | «Alfred's Theme»                                 | Mathers Resto Charles-Francis Gounod | Эминем                                                     | 5:39         |
| 4.                  | «Tone Deaf»                                      | Mathers Resto | Эминем Resto [b]                                           | 4:50         |
| 5.                  | «Book of Rhymes» (при участии DJ Premier)        | Mathers Christopher Martin Ray Fraser Resto Ronald Spence Jr. Marrero Matthew Jacobson Фьючер Nayvadius Wilburn Jacob Canady Nasir Jones Peter Phillips | Эминем IllaDaProducer Resto [b]                            | 4:49         |
| 6.                  | «Favorite Bitch» (при участии Ty Dolla Sign)     | Mathers Tyrone Griffin Jr. Sly Jordan Resto MJ Nichols Byron Perry                                                                                      | MJ Nichols Blacknailz Эминем [a]                           | 3:56         |
| 7.                  | «Guns Blazing» (при участии Dr. Dre и Sly Pyper) | Mathers Young Jordan Resto Jeremy Zumo Kollie Jason Pounds V. Smith                                                                                     | J.LBS Эминем [a]                                           | 3:16         |
| 8.                  | «Gnat»                                           | Mathers Doman Anders Olofsson Ezemdi Chikwendu D. Levin K. Mars                                                                                         | D.A. Got That Dope                                         | 3:44         |
| 9.                  | «Higher»                                         | Mathers Resto Jordan Mike Strange Brissett | Эминем                                                     | 3:42         |
| 10.                 | «These Demons» (при участии Maj)                 | Mathers James Hudson Jr. Yewah Doman William Coleman Shiv Barot Pat Rosario Levin M. Benzinger                                                          | Eminem D.A. Got That Dope Mike Zombie The Loud Pack        | 3:27         |
| 11.                 | «Key» (Skit)                                     | Mathers Resto | Эминем                                                     | 0:57         |
| 12.                 | «She Loves Me»                                   | Mathers Jordan Young Bernard Edwards Jr. Griggs Lawrence                                                                                                | Dr. Dre Focus... Blu2th Lawrence Eminem [b]                | 3:24         |
| 13.                 | «Killer»                                         | Mathers Doman Chikwendu | D.A. Got That Dope                                         | 3:15         |
| 14.                 | «Zeus» (при участии White Gold)                  | Mathers Yewah Tyler Williams Luca Mauti | T-Minus Eminem [b] Luca Mauti [b]                          | 3:50         |
| 15.                 | «Thus Far» (Interlude)                           | Mathers Resto Alexander | Эминем                                                     | 0:16         |
| 16.                 | «Discombobulated»                                | Mathers Young Larry Griffin Jr. Batson Parker Nichols Lawrence Frano Huett                                                                              | Dr. Dre S1 Batson Parker Lonestarrmuzik Lawrence franO [a] | 4:12         |
| Общая длительность: | Общая длительность:                              | Общая длительность: | Общая длительность:                                        | 52:28        |

Примечания
- ↑  сопродюсер
- ↑  дополнительный продюсер

## Чарты

### Недельные чарты Music To Be Murdered By
| Чарт(2020)                          | Высшая позиция |
| Австралия (ARIA)                    | 1              |
| Австрия (Ö3 Austria)                | 1              |
| Бельгия (Ultratop Flanders)         | 1              |
| Бельгия (Ultratop Wallonia)         | 5              |
| Канада (Billboard)                  | 1              |
| Чехия (ČNS IFPI)                    | 1              |
| Дания (Hitlisten)                   | 1              |
| Нидерланды (Album Top 100)          | 1              |
| Эстония (Eesti Tipp-40)             | 1              |
| Финляндия (Suomen virallinen lista) | 1              |
| Франция (SNEP)                      | 4              |
| Германия (Offizielle Top 100)       | 2              |
| Греция (IFPI)                       | 1              |
| Венгрия (MAHASZ)                    | 15             |
| Ирландия (OCC)                      | 1              |
| Италия (FIMI)                       | 4              |
| Япония (Oricon)                     | 38             |
| Япония (Billboard Japan)            | 42             |
| Литва (AGATA)                       | 1              |
| Новая Зеландия (RMNZ)               | 1              |
| Норвегия (VG-lista)                 | 1              |
| Польша (ZPAV)                       | 5              |
| Португалия (AFP)                    | 2              |
| Шотландия (OCC)                     | 2              |
| Южная Корея (Gaon)                  | 52             |
| Испания (PROMUSICAE)                | 14             |
| Швеция (Sverigetopplistan)          | 2              |
| Швейцария (Schweizer Hitparade)     | 1              |
| Великобритания (OCC)                | 1              |
| США (Billboard)                     | 1              |

## Сертификация
| Регион                                                                      | Сертификация | Продажи           |
| --------------------------------------------------------------------------- | ------------ | ----------------- |
| Австралия (ARIA)                                                            | Золотой      | 35 000            |
| Канада (Music Canada)                                                       | Платиновый   | 80 000            |
| Китай                                                                       | —            | 301,790           |
| Дания (IFPI Danmark)                                                        | Платиновый   | 20 000            |
| Франция (SNEP)                                                              | Золотой      | 50 000            |
| Италия (FIMI)                                                               | Золотой      | 25 000            |
| Новая Зеландия (RMNZ)                                                       | Платиновый   | 15 000            |
| Великобритания (BPI)                                                        | Золотой      | 100 000           |
| США (RIAA)                                                                  | Платиновый   | 2,000,000/287,000 |
| Данные о продажах + прослушиваниях приведены только на основе сертификации. |              |                   |